# Чемпионат Москвы по футболу 1935 (осень)
Чемпионат Москвы по футболу 1935 (осень) стал 40-м первенством столицы и последним с участием сильнейших команд (команд мастеров).
В дальнейшем команды мастеров соревновались в учрежденном с весны 1936 года Чемпионате СССР, а чемпионат столицы стал разыгрываться среди клубных команд.
Чемпионат был проведен Московским Городским Советом Физической Культуры (МГСФК). Высшая (Класс А) и вторая по силе (Класс Б) группы команд — имевших статус команд-мастеров — разыгрывали первенство Москвы.
Все остальные группы разыгрывали первенство Московского Городского Совета Профессиональных Союзов (МГСПС).
Победителем среди команд мастеров в Классе А стала команда ЦДКА.
Команды «Спартак» и «Динамо» были сняты с первенства после двух туров в связи с занятостью игроков этих команд в сборной Москвы, результаты сыгранных ими матчей аннулированы (при этом «Спартак» в своем единственном матче уверенно победил будущего чемпиона («де-юре») со счетом 3:1; команде «Динамо» хватило двух побед, чтобы стать самой результативной командой первенства). Вне всяких сомнений, эти две команды, формирующие состав сборной Москвы и, в значительной мере, сборной СССР, были объективно сильнее остальных участников. Поэтому «де-факто» чемпионом Москвы следовало бы считать победителя приза открытия следующего сезона, в котором по традиции встречались сильнейшие на данный момент команды — команду «Динамо».

## Организация и проведение турнира
Чемпионат проводился в двух группах: Классе А — 8 (затем 6) команд и Классе Б — 10 команд.
Соревнования команд мастеров являлись самостоятельным первенством вне "клубного «зачета».
В своем соревновании клубы выставляли по пять команд (I—IV и «старички»). Каждая из клубных команд соревновалась в отдельном турнире и приносила в «клубный зачет» определенное количество очков в зависимости от занятого в своем турнире места.
Все команды получали в этом первенстве за победу 30 очков, ничью — 20, поражение — 10, неявку — 0; предполагалось штрафное «снятие» очков за дисциплинарные нарушения.
В классе А выступали 8 клубов:
- «Спартак» (снята с розыгрыша)
- «Динамо» (снята с розыгрыша)
- ЗиС
- «Электрозавод»
- «Серп и Молот»
- ЦДКА
- ЗиФ
- «Казанка»

## Ход турнира (класс А)
Чемпионат стартовал 24 августа. Игры прошли в один круг.
Календарь турнира с самого начала был нарушен и практически не выполнялся. Лишь уменьшение числа участников позволило завершить турнир к 3 октября.

### Турнирная таблица
| № | Команды        | 1   | 2   | 3   | 4   | 5   | 6   | В | Н | П | М      | О   |
| - | -------------- | --- | --- | --- | --- | --- | --- | - | - | - | ------ | --- |
|   | ЦДКА           |     | 3:2 | 2:0 | 1:1 | 5:2 | 2:1 | 4 | 1 | 0 | 13 — 6 | 140 |
|   | ЗиС            | 2:3 |     | 4:1 | 1:2 | 2:1 | 2:1 | 3 | 0 | 2 | 11 — 8 | 110 |
|   | ЗиФ            | 0:2 | 1:4 |     | 2:1 | 2:0 | 2:1 | 3 | 0 | 2 | 7 — 8  | 110 |
| 4 | «Казанка»      | 1:1 | 2:1 | 1:2 |     | 3:2 | 0:2 | 2 | 1 | 2 | 7 — 8  | 94  |
| 5 | «Электрозавод» | 2:5 | 1:2 | 0:2 | 2:3 |     | 3:0 | 1 | 0 | 4 | 8 — 12 | 70  |
| 6 | «Серп и Молот» | 1:2 | 1:2 | 1:2 | 2:0 | 0:3 |     | 1 | 0 | 4 | 5 — 9  | 70  |

### Матчи
| до 22 сен | ЗиФ | 2:1 | «Казанка» |  |

| 24 авг | «Динамо» Москва                                                               | 8:0     | «Электрозавод» | Москва                                              |
| | - Якушин 18′ 63′ - Павлов 20′ 61′ - Смирнов 49′ 70′ - Иванов 79′ - Лапшин 88′ | (отчёт) |                | Стадион: «Динамо» Зрителей: 2 000 Судья: В.Васильев |
| «Динамо» Москва: Квасников - Корчебоков, Тетерин - Дубинин, Селин, Рёмин - Лапшин, Якушин, Смирнов, Павлов (65' Иванов), Ильин Электрозавод: Ефимов - Пчеликов , Карелин - Бушуев, Хренов (46' Козлов), Спиридонов - Москвин, Суханов, Анисимов, Кожин, П.Тарасов |                                                                               |         |                |                                                     |

| 30 авг | «Казанка» | 2:1 | ЗиС | ЗиС |

| 5 сен | ЗиФ | 2:0 | «Электрозавод» |  |

| 5 сен | ЗиС | 2:1 | «Серп и Молот» |  |

| 11 сен | «Серп и Молот» | 2:0 | «Казанка» |  |

| 11 сен | ЗиС | 2:1 | «Электрозавод» | ЗиС |

| 21 сен (перенос) | «Динамо» Москва                                             | 6:0     | ЗиФ | Москва                                            |
| | - Иванов 25′ - Павлов 33′ 68′ - Смирнов 41′ 65′ - Ильин 77′ | (отчёт) |     | Стадион: «Динамо» Зрителей: 8 000 Судья: А.Якушин |
| «Динамо» Москва: Квасников - Корчебоков, Тетерин - Дубинин, Селин, Рёмин - Лапшин (46' Пономарёв), Иванов, Смирнов, Павлов, Ильин ЗиФ: Есенин - Федотов, Карелин - Репин, Ан.Ржевцев, Михайлов - Никифоров, Ильичев, Чиковани, Волков , Теренков |                                                             |         |     |                                                   |

| 21 сен (перенос) | «Спартак»                           | 3:1 | ЦДКА      | ЦДКА                              |
| | - Глазков 28′ 35′ (пен.) 66′ (пен.) |     | - Щавелев | Зрителей: 3 000 Судья: В.Васильев |
| Спартак: Акимов - ... Г.Путилин, А.Михайлов, Б.Степанов, Н.Старостин, В.Степанов, Никифоров, Глазков ЦДКА: ... Щавелев ... |                                     |     |           |                                   |

| 18 сен | ЦДКА | 5:2 | «Электрозавод» | Стадион Электрозавода |

| 18 сен                    | ЗиС                              | 4:1 | ЗиФ |  |
|                           | - Жуков 2:1′ (пен.) - Шумов 3:1′ |     |     |  |
| ЗиС: ... Жуков, Шумов ... |                                  |     |     |  |

| 24 сен                              | ЦДКА                             | 2:0 | ЗиФ | «Сокольники»     |
|                                     | - Рязанцев 59′ - Семичастный 69′ |     |     | Зрителей: ~4 000 |
| ЦДКА: ... Рязанцев, Семичастный ... |                                  |     |     |                  |

| 24 сен                                    | «Электрозавод»                     | 3:0 | «Серп и Молот» | СиМ |
|                                           | - А.Соколов 6′ 82′ - Митронов ~85′ |     |                |     |
| Электрозавод: ... А.Соколов, Митронов ... |                                    |     |                |     |

| 27 сен | ЦДКА | 2:1 | «Серп и Молот» |  |

| 30 сен | ЦДКА | 3:2 | ЗиС |  |

| 30 сен | ЗиФ | 2:1 | «Серп и Молот» |  |

| 1 окт                                                 | «Казанка» | 3:2 | «Электрозавод» | Стадион Электрозавода |
|                                                       | - Лимбек  |     |                |                       |
| Казанка: ... Лимбек ... Электрозавод: Гранаткин - ... |           |     |                |                       |

| 3 окт                               | ЦДКА           | 1:1 | «Казанка» |  |
|                                     | - Рязанцев 2т′ |     |           |  |
| ЦДКА: ... Семичастный, Рязанцев ... |                |     |           |  |

### Товарищеский матч чемпиона Москвы со сборной СССР
На правах победителя осеннего первенства команда ЦДКА провела товарищеский матч со сборной турнира. В данном случае оппонентом выступила сборная СССР, отправляющаяся в Турцию для участия в матчах со сборной этой страны.
| 5 окт | СССР                              | 3:1     | ЦДКА              | Москва                                              |
| | - Смирнов 10′ 27′ - Шиловский 82′ | (отчёт) | - 88′ Семичастный | Стадион: «Динамо» Зрителей: 25 000 Судья: Н.Корнеев |
| СССР: Шорец - Ал.Старостин , К.Фомин - Леута, Ан.Старостин, Вал.Фёдоров - Шиловский, Якушин, Смирнов, П.Дементьев, Ильин ЦДКА: С.Леонов - Лясковский, А. Кузнецов - Зенкин, К.Малинин, Никишин - Борис Бочков, А.Чулков, К.Рязанцев, Щавелев, Семичастный |                                   |         |                   |                                                     |

### Приз открытия сезона 1936
Весной 1936 года в «Призе открытия сезона» были традиционно приглашены принять участие две лучшие команды — «Спартак» и «Динамо» — которые в очном поединке определили сильнейшую команду столицы «де-факто»:
| 6 мая | «Динамо»                                                   | 5:2     | «Спартак»                      | Москва                                              |
| | - А.Лапшин 49′ - Якушин 53′ - Елисеев 65′ 74′ - Павлов 76′ | (отчёт) | - 4′ С.Артемьев - 8′ Никифоров | Стадион: «Динамо» Зрителей: 20 000 Судья: А.Щелчков |
| Динамо: Квасников - Тетерин, Корчебоков - В.Дубинин, Елисеев, Ремин - А.Лапшин, Якушин, В.Смирнов, Павлов, С.Ильин Спартак: Акимов - Ал.Старостин , Г.Путилин - Михайлов, П.Старостин, Леута - М.Зайцев, С.Артемьев, Глазков, Никифоров, Величкин |                                                            |         |                                |                                                     |

## Класс Б
Победитель — «Трудкоммуна № 1 Болшево»

## Клубный «зачет» (без команд мастеров)
Победитель — «Динамо»

## Первенство МГСПС
Победитель — «Метро»